# Андрија Пушић
Андрија Пушић (Херцег Нови, 23. март 1960) је црногорски клавијатуриста, сниматељ и музички продуцент. Син је списатељице Босиљке Пушић и брат Рамба Амадеуса. Познат је и под именом као Дигитал Мандрак.

## Каријера
Каријеру је започео крајем седемдестих година 20. века свирајући у Љубљани. 80-их година је био клавијатуриста у групама На лепем пријазни и Отроци социализма. Након разлаза тих група, Пушић је сарађивао са групама Videosex и Borghesia, као и са братом Рамбом.